# Década de 1650
Séculos: Século XVI - Século XVII - Século XVIII
Décadas: 1620 1630 1640 - 1650 - 1660 1670 1680
Anos: 1650 - 1651 - 1652 - 1653 - 1654 - 1655 - 1656 - 1657 - 1658 - 1659